# Diaptomus pallidus
Diaptomus pallidus är en kräftdjursart som beskrevs av Herrick. Diaptomus pallidus ingår i släktet Diaptomus och familjen Diaptomidae. Inga underarter finns listade i Catalogue of Life.